# Sigismund Kęstutaitis
Sigismund I Kęstutaitis (Litouws: Žygimantas Kęstutaitis, Sigimantas Kestutatis) (geboren na 1350, gestorven Trakai, 20 maart 1440) was grootvorst van Litouwen van 1432 tot 1440. Hij was een zoon van Kęstutis van Litouwen en van Biruté.
Sigismund was de laatste onafhankelijke heerser van Litouwen. Na zijn dood werd Litouwen verenigd in personele unie met Polen onder koning Casimir IV van Polen.